# ضريح القادة الثلاثة

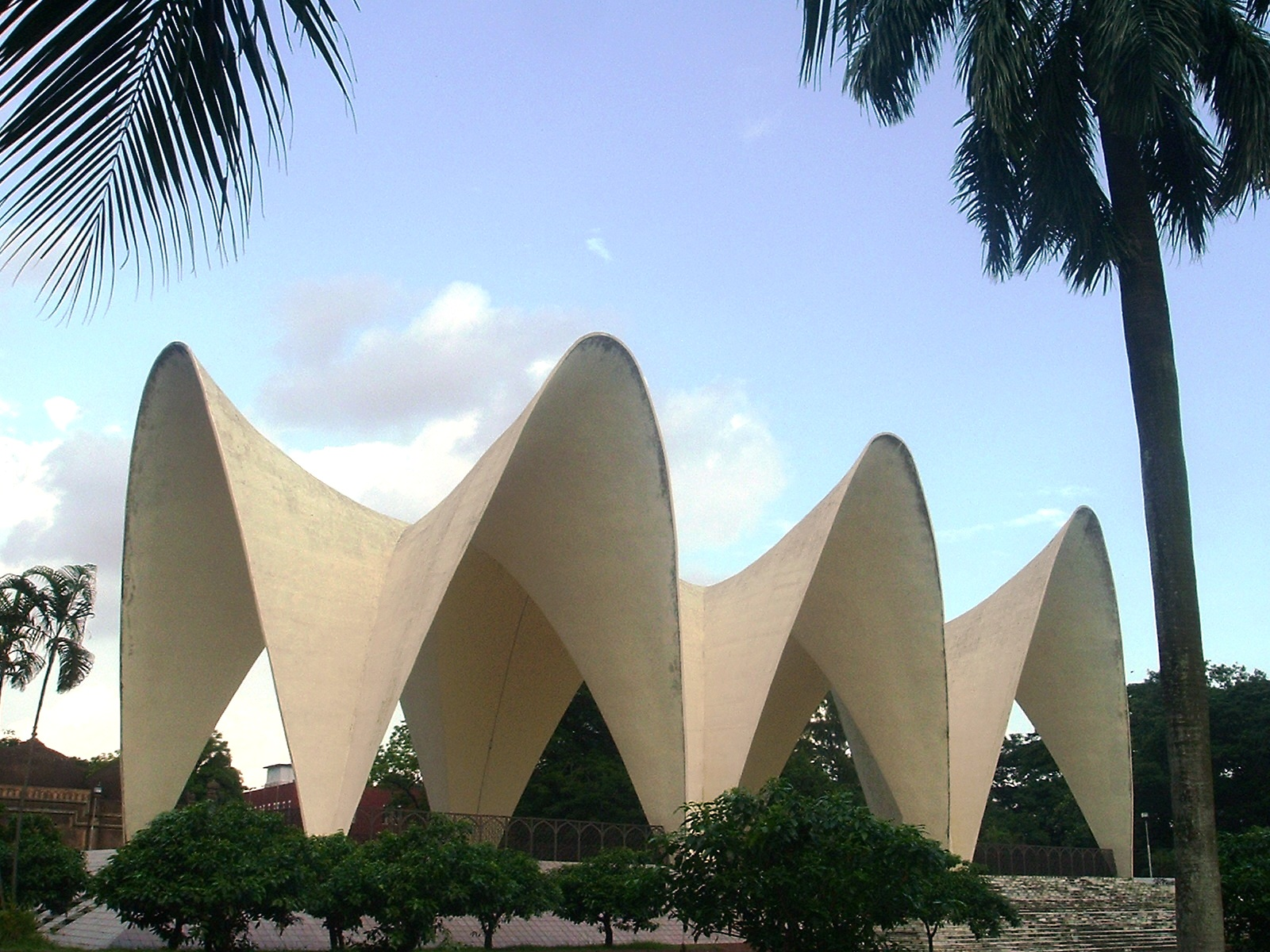
ضريح القادة الثلاثة, بنغلادش, دكا

ضريح القادة الثلاثة ( البنغالية: তিন নেতার মাজার ) , هو نصب معماري يقع في عاصمة بنغلادش دكا , يضم النصب قبر ثلاثة من القادة البنغال في القرن العشرين , أبو القاسم فضل الحق ( (1873–1962 و حسين شهيد سهروادي (1892–1963) و خواجى ناظم الدين  (1894–1964) .